# Малая Поперечка
Малая Поперечка — река в России, протекает по землям Чугуевского района (муниципального округа) Приморского края. Длина реки — 17 км.
Начинается в гористой местности восточнее безымянной вершины высотой 552 м. Течёт преимущественно в северном и северо-западном направлениях. Основные породы бассейна реки — берёза, пихта, кедр, липа. Как для левобережья, так и для правобережья реки характерны горные вершины не ниже 500 и не выше 800 м. Малая Поперечка впадает в более длинную и полноводную реку Журавлёвку слева в 50 км от её устья. Основной приток — ручей Никитенко, впадает слева.

## Данные водного реестра
По данным государственного водного реестра России и геоинформационной системы водохозяйственного районирования территории РФ, подготовленной Федеральным агентством водных ресурсов относится к Амурскому бассейновому округу, водохозяйственный участок реки — Уссури от истока до впадения реки Большая Уссурка без реки Сунгача, речной подбассейн реки — Уссури (российская часть бассейна). Речной бассейн реки — Амур.
Код объекта в государственном водном реестре — 20030700212118100052919.